# Elvis Brajković
Elvis Brajković (Rijeka, 12. lipnja 1969.), bivši hrvatski nogometaš
Krenuo je kao igrač Rijeke u čijoj se prvoj momčadi brzo ustalio došavši do poziva u reprezentaciju za koju debitira 20. travnja protiv Slovačke. Nakon toga odlazi u Bundesligu igrati za 1860 München za kojeg debitira u porazu 1:5 od Borussije Dortmund. Nakon Njemačke opet se vraća na Kantridu ali u par mjeseci bilježi tek 5 nastupa za momčad. Potom opet ide u inozemstvo, ovaj put u Italiju gdje igra kratko i malo. 
Uslijedio je transfer u splitski Hajduk gdje se malo dulje zadržao i uspio vratiti u formu, ali nije više zaigrao u kockastom dresu. Nakon Hajduka prodan je u Meksiko, gdje ostavlja trag igrajući sezonu u Santos Laguni i polusezonu u Atlanteu iz glavnog grada. Nakon toga nastupa u izraelskom Hapoel Petah Tikva, pa se vraća u Hrvatsku. Prvo u matičnu Rijeku, potom dvije sezone u Pomorac, od toga jednu u prvoj, a jednu u drugoj ligi. Poslije igra kratko za Šibenik, pa niželigaški Velebit iz Benkovca te HNK Primorac Biograd n/m gdje uz aktivno igranje obavlja i funkciju sportskog direktora kluba. Trenutačno je sportski direktor svojeg matičnog kluba, HNK Rijeke.
Statistika u Hajduku
| Natjecanje        | Nastupi | Zgoditci |
| ----------------- | ------- | -------- |
| Prvenstvo         | 30      | 2        |
| Kup               | 5       | 0        |
| Superkup          | 0       | 0        |
| Međunarodne       | 4       | 1        |
| Splitski podsavez | 0       | 0        |
| Ukupno            | 39      | 3        |
| Prijateljske      | 14      | 1        |
| Sveukupno         | 53      | 4        |

Brajković prvi službeni nastup za Hajduk, i to u početnom sastavu, ima 26. rujna 1997. protiv Hrvatskog dragovoljca, a Hajduk ju je dobio jednim pogotkom Računice. 
Zabio je 2 prvenstvena zgoditka, prvi Šibeniku 19. studenog 1997. (završilo s 1:4 za Hajduk) i drugi je dao Samoboru 29. studenog 1997. (završilo s 2:1 za Hajduk u Splitu).